# 港台電視32
港台電視32（英語：RTHK TV 32）是香港電台擁有的一條播映中的電視頻道，為香港免費電視頻道中唯一的直播資訊頻道，與其類似的頻道包括now TV的now直播台。

## 歷史
2012年6月30日，香港電台透過慈雲山發射站為籌劃中的數碼地面電視頻道進行訊號測試，當時該頻道稱為香港電台標清頻道1，英文名稱為。
2013年1月9日起，該頻道以全日24小時播放節目作為測試用途，除了直播逢星期三的立法會會議（立法會大會）之外，其餘時間播放香港電台作不同類型的宣傳片。
2013年3月中，香港電台三個分別位於金山、青山和飛鵝山的發射站亦相繼投入服務而進行訊號測試，該頻道訊號的覆蓋率因而擴展至超過全港50%人口。
2013年11月2日，香港電台舉行《香港電台節目顧問團會議2013》中，公佈該頻道正式命名為港台電視32，並改以高清廣播。
2014年1月7日深夜12點，該頻道在尚未進行試播前，在電視畫面中的左上方將「港台電視32 訊號測試」中的「訊號測試」改為「頻道試播」。
2014年1月13日，該頻道正式進行試播，除了直播逢星期三的立法會會議和任何時間的其他重要會議、記者會及某些特別情況之外，其餘時間滚动播放即时新闻。
2016年8月8日至9月1日，該頻道於早上9時至10時，早上11時至中午12時和下午3時至4時播放香港電台電視部立法會選舉節目《2016立法會選舉: 聽其言》以介紹立法會地區直選、功能界別候選人及職能。於下午5時播放《2016立法會選舉論壇》。更於9月2日至9月3日期間，該頻道24小時滾筒式重播各立法會地區直選、功能界別的《2016立法會選舉論壇》。
根據通訊事務管理局作出的安排，港台電視32與港台電視31及33台於2021年4月1日起採用27頻道與原有的62頻道進行同步廣播，並於2021年11月30日深夜11時59分起終止原有的62頻道廣播。
2022年2月18日起，因應香港新型冠狀病毒爆發情況改為防疫資訊台，每日早上8時至凌晨零時每小時播出一節抗疫快訊，其餘時間均提供各類型抗疫訊息（包括圍封強檢安排及地址、抗疫錦嚢、本地及國際疫情新聞、抗疫宣傅片等 )，並於每晚9時播出防疫速遞手語直播節目，總結當日防疫資訊。

## 節目
該頻道定為香港電台的「直播頻道」，以直播立法會會議及其他重要記者會為主。
在2014年1月13日前的訊號測試期間，除了直播逢星期三的立法會大會之外，其餘時間播放香港電台作不同類型的宣傳片。
在2014年1月13日之後的試播期間，直播逢星期三的立法會大會和其他事務委員會和任何時間的其他重要會議及記者會，並於2016年4月1日晚上特別直播港台接收及啟用模擬電視頻譜過程，其餘時間滚动播放即时新闻。
2017年1月底起每日不定時會播出《漫。電視》，內容為小動物活動或香港景色，分為小鷄篇、小貓篇、日落篇、夜景篇等。除小貓篇長15分鐘外，其餘長達1小時。是繼亞視《魚樂無窮》及ViuTV《Driving in Hong Kong》後香港第三個慢電視節目，惟前两者只於深夜及早上播出，而《漫。電視》則視乎節目安排於每日不同時段（通常為無直播節目時）播出，於晚上會重播日間曾直播的立法會各大小會議、立法會會議廳門外的訪問和其他日間曾直播的資訊。如同时有多个事件发生，会启用双视窗及多个声道播出。
另外，节目播出时，会在屏幕下方提供即時中文文字新聞標題。
除了《漫。電視》或立法會大會外，該頻道也有播放報時訊號、香港及世界天氣報告預測、政府和機構宣傳片、節目宣傳片段，以及：
- 《國際焦點》：國際新聞、會議或記者會片段
- 《體壇追蹤》：體育賽事片段
- 《圖看天下》：國際新聞圖片配以英文簡介

### 直播/錄播節目
- 立法會（包括事務委員會）會議
- 政府記者會
  - 特區政府記者會
  - 國務院部門、下属机构記者會（若與立法會會議直播衝突則改為多聲道直播或錄播）
  - 外交部記者會（錄播）
  - 重要記者會及演講
    - 2017年8月1日：解放軍建軍90周年大會
    - 2018年3月16日：李嘉誠出席長和業績發佈會（較早前綠影）
    - 2018年12月18日：改革開放40周年大會
    - 2019年5月15日：亞洲文化嘉年華習近平致辭
    - 2019年12月18日：習近平抵達澳門
    - 2019年12月19日：習近平在澳門回歸20周年晚宴講話
    - 2019年12月20日：澳門特區政府就職典禮
- 施政報告
  - 施政報告記者會
  - 施政論壇
- 行政長官答問會
- 財政預算案
  - 財政預算案記者會
  - 財政預算案論壇
- 全國人民代表大會、政协會議
  - 開幕式
  - 人大常委會工作報告
  - 總理工作報告
  - 總理記者會
  - 人民大会堂大会
- 中国共产党全国代表大会
  - 2017年10月18日：中共「十九大」开幕会
  - 2019年11月1日：中共十九屆四中全會記者會
- 特別日子（如五四青年節、七一及國慶等）直播金紫荊廣場升旗儀式
  - 2014年7月1日：中華人民共和國香港特別行政區成立十七周年升旗儀式暨慶祝酒會
  - 2015年7月1日：中華人民共和國香港特別行政區成立十八周年升旗儀式暨慶祝酒會
  - 2016年7月1日：中華人民共和國香港特別行政區成立十九周年升旗儀式暨慶祝酒會
  - 2017年7月1日：中華人民共和國香港特別行政區成立二十周年升旗儀式暨慶祝酒會
  - 2018年7月1日：中華人民共和國香港特別行政區成立二十一周年升旗儀式暨慶祝酒會
  - 2019年10月1日：慶祝中華人民共和國成立七十週年升旗儀式暨慶祝酒會
- 行政長官選舉
  - 2017年3月14日：2017年行政長官選舉辯論（與港台電視31、31A同步播出／英語為第一聲道）
  - 2017年3月19日：2017年行政長官候選人答問大會
- 閱兵
  - 2015年9月3日：抗戰勝利70周年閱兵（與香港電台第一台聲音聯播）
  - 2017年6月30日：纪念香港回归20周年閱兵
  - 2017年7月31日：解放军建军90周年閱兵
  - 2019年10月1日：國慶70周年閱兵（群眾遊行部分）
- 体育赛事
  - 2019年2月5日：2019年賀歲盃足球賽首日比賽（錄影轉播）
  - 2019年2月7日：2019年賀歲盃足球賽次日比賽
- 其它
  - 「一帶一路」
    - 2017年5月14-15日：「一帶一路」國際合作高峰論壇[6]
    - 2017年5月14日晚上：「一帶一路」國際合作高峰論壇文藝晚會
    - 2016年5月18日：一帶一路高峰論壇（雙語廣播）

  - 2017年4月20日：「天舟一號」發射
  - 2018年3月23日：香港亞洲流行音樂節2018（與港台電視31、31A同步至22:30，本頻道則播放足本版）
  - 2019年4月28日：2019年北京世界園藝博覽會開幕式
  - 2019年6月9日至今：反對逃犯條例修訂草案運動
  - 2019年9月25日：北京大興國際機場投運儀式
  - 2019年9月29日：國家勛章和國家榮譽稱號頒授儀式
  - 2019年11月5日：第二屆中国国际进口博览会開幕式
  - 2020年1月16日：中美第一階段贸易協議簽署儀式
  - 2020年4月4日：基本法30週年研討會
  - 2022年2月18日開始：防疫速遞
  - 2022年：抗疫快訊
  - 2023年5月6日：廣播九十五周年 十大中文金曲頒獎音樂會
  - 2023年7月28日
    - 成都第31屆世界大學生夏季運動會開幕式

  - 2023年7月29日-8月7日
    - 成都第31屆世界大學生夏季運動會每日焦點項目

  - 2023年8月8日
    - 成都第31屆世界大學生夏季運動會閉幕式

  - 2023年8月13日
    -       - 國際女子足球友誼賽（中國香港 對 泰國）

  - 2023年9月23日
    - 杭州第19屆亞運會開幕式

  - 2023年9月11日
    -       - 國際足球友誼賽-中國香港 對 文萊

  - 2023年10月8日
    - 杭州第19屆亞運會閉幕式

  - 2023年11月5日
    - 广西第一届学青会開幕式（轉播廣西廣播電視臺新聞學青會頻道）

  - 2024年2月10日
    - 香港新春花車巡遊

## 收視率
該台自2014年1月13日起試播以來收視率長期零點。但反對逃犯條例修訂草案運動高峰时，港台电视32因對歷次示威及衝突進行直播，收視情況有所改善。例如2019年8月31日晚直播太子站襲擊事件，最高收視4.9點。2019年9月26日直播林鄭月娥社區對話，由晚上19時的2.3點收視，到19時45分已急升至6點，20時15分再升至6.9，到晚上20時45分錄得最高收視7.9，即約51.3萬人收看，而全晚整個直播的平均收視為7.3，即約47.4萬人收看。商經局在書面回覆葛珮帆書面質詢時表示，2019年的平均收視率為0.5點，即以平均計分別只有1千多人及3萬多人收看。
根据无线电视引述中国广视索福瑞媒介研究（CSM）的调查数据，2020年1至10月，港台电视32黄金时段平均收视仅录得0.2点，在免费频道中与ViuTVsix持平，仅高于垫底的香港国际财经台（0.1点）。

## 香港地區廣播格式

### 港台電視32（數碼版）
H.264格式，寬高比16:9，DTMB制式，音效以杜比數碼AC3編碼，兩條AC-3位流，每位流一般為兩聲道，亦會因應節目而提供環迴立體聲效果。
港台電視32與港台電視31、港台電視33及港台電視34共同於一條頻寬大約21.5Mbps（兆位/秒）的單頻網。

### 數碼港台電視32（經有線網絡公共天線傳送數碼版）
如大廈的公共天線系統是由有線電視負責，將會有一個經594MHz傳送的港台電視31、32、33、34節目訊號。四個電視節目台的節目內容與大氣電波廣播的522MHz完全相同，唯一分別是頻道名稱前面會加上「數碼」兩字。

## 外部連結
- 香港電台數碼地面電視廣播相關網站 - 港台電視32 （页面存档备份，存于）
- 香港電台數碼地面電視廣播官方網站 （页面存档备份，存于）